# Colaptes cinereicapillus
El carpintero andino del norte o carpintero norandino (Colaptes cinereicapillus) es una especies (o subespecie) de ave que integra el género Colaptes. Este carpintero habita en regiones montañosas del noroeste de Sudamérica. 

## Características
Sus patas son grandes, lo que es una adaptación para trasladarse por el piso. El pico es fuerte, largo, terminado en punta y de color negro. El iris es amarillo. 
El patrón cromático dorsal de su plumaje es un dominante pardo, más o menos negro o rojizo oscuro, jaspeado de blanco o crema. En la corona muestra una boina de color gris, delimitada en la mitad anterior por un sector acanelado que desde la base del pico cruza los ojos y pasa a ser ancha banda que alcanza el cuello y cubre todo lo ventral. En el pecho muestra marcas o lunares oscuros variables entre individuos. 
El color del plumaje ventral es el carácter diagnóstico para diferenciar fácilmente a este taxón de su taxón hermano, C. rupicola (a quien se lo suele adosar como subespecie), siendo en este último de tono blanco grisáceo pálido a blanco ocráceo amarillento, mientras que C. cinereicapillus  exhibe un color general rojizo ocráceo. Además el norteño es más oscuro, más grande, con el pecho más marcado, y la mancha malar de los machos (que en las hembras es toda negruzca) es en este mayormente negra, con mínimo rojo en su extremo posterior.

## Distribución
Este taxón habita en el sur del Ecuador (sudeste de Loja) y en el norte del Perú, en Piura, Amazonas, Cajamarca, Loreto y Libertad.
Un ejemplar macho, catalogado como MACN 8633 en las colecciones del Museo Argentino de Ciencias Naturales Bernardino Rivadavia de Buenos Aires (MACN), obtenido el 4 de agosto de 1914 por Juan Mogensen en Volcán, Jujuy, noroeste de la Argentina, fue atribuido a este taxón, sin embargo parece más lógico considerarlo un individuo de Colaptes rupicola (especie frecuente en la zona) con aberración cromática en el plumaje.

## Costumbres y hábitat
Vive entre rocas y pastizales altoandinos, en altitudes de entre 2000 y 5000 m s. n. m.
En caso de contar con árboles cultivados o las escasas especies nativas, los puede utilizar como percha o lugar de descanso. 
Se alimenta de insectos que encuentra caminando por el suelo, en grupos. Para construir su nido utiliza huecos en barrancas de río o entre las rocas en laderas empinadas. Sus huevos son de color blanco, y los pichones nacen pelados y ciegos.

## Taxonomía
Este taxón fue descrito originalmente en el año 1854 por el zoólogo, naturalista y botánico alemán Heinrich Gottlieb Ludwig Reichenbach, basándose en ejemplares colectados en el paraje Guayabamba, Perú.
En 1930, el ornitólogo estadounidense John Todd Zimmer propuso considerar a C. cinereicapillus como una subespecie de C. rupicola, lo cual fue seguido por la mayoría de los especialistas. En el año 2014 fue rehabilitado como buena especie, bajo un concepto más amplio que el de la especie biológica, tal como es el de especie filogenética.

## Hábitats y estado de conservación
En la Lista Roja elaborada por la Unión Internacional para la Conservación de la Naturaleza (UICN) este taxón es categorizado como “bajo preocupación menor”. En Ecuador fue calificado como 'poco común y local'.